# António Avelino Gonçalves
António Avelino Gonçalves, igualmente conhecido como Monsenhor Avelino Gonçalves (Monção, 1 de Maio de 1895 - 23 de Outubro de 1981), foi um sacerdote e jornalista português. Em 1923 fundou o Corpo Nacional de Escutas português, em conjunto com o com o Arcebispo de Braga, D. Manuel Vieira de Matos.

## Biografia
Nasceu no concelho de Monção. Em 1912 foi um dos sócios fundadores da Juventude Católica de Braga. Em 1915 terminou o curso de Teologia, com distinção. Nesse ano ingressou, por indicação do arcebispo D. Manuel Vieira de Matos, na Universidade Gregoriana de Roma, onde esteve até 1921, tendo-se formado em Filosofia e Teologia. Entretanto, em 30 de Março de 1918 foi ordenado como padre pelo cardeal Pompili.
Após o seu regresso a Portugal, voltou a colaborar na Juventude Católica de Braga, onde presidiu e foi depois assistente. Também fez parte da direcção diocesana do Centro Católico, e foi delegado da diocese de Braga no Concílio Plenário Português, organizado em 1925 na cidade de Lisboa. Em 27 de Maio de 1923, foi co-fundador do Corpo Nacional de Escutas, em conjunto com o Arcebispo de Braga, D. Manuel Vieira de Matos. Esta decisão terá sido inspirada pela sua participação no Congresso Eucarístico Internacional, organizado no ano anterior em Roma, e onde estiveram reunidos vários milhares de escuteiros italianos. No sentido de melhor planear a organização dos escuteiros, viajou por diversas vezes ao estrangeiro, destacando-se a sua visita em 1929, onde esteve com Baden Powell. Foi responsável pela preparação de quatro acampamentos nacionais, em Aljubarrota, Cacia, Granja e Braga.
Entre 1931 e 1933 dirigiu o jornal Diário do Minho, onde segundo o monsenhor Moreira das Neves, «se afastou sistematicamente de todas as questiúnculas políticas e de ataques pessoais, dando ao jornal a feição católica no total significado do termo». Também exerceu como director do jornal Novidades, substituindo o cónego Fernando Pais de Figueiredo, que faleceu em Dezembro de 1947.
Faleceu em 23 de Outubro de 1981, aos 86 anos de idade.

### Condecorações e homenagens
Em 10 de Junho de 1965 foi homenageado com o grau de de grande oficial da Ordem do Infante D. Henrique. Em 3 de Abril de 1968 foi condecorado com o grande oficialato da Ordem de Benemerência, no âmbito das comemorações do 50.º aniversário da sua atividade sacerdotal. Em 19 de Setembro de 1973 foi feito comendador da Ordem Militar de Sant'Iago da Espada.
O nome de Monsenhor Avelino Gonçalves foi colocado numa rua em Monção. Em sua homenagem, o Corpo Nacional de Escutas criou a Cruz de Mérito Monsenhor Avelino Gonçalves, que é considerada como uma das principais distinções daquela associação.